# Ключ без права передачи
«Ключ без права передачи» — художественный фильм 1976 года, снятый режиссёром Динарой Асановой на студии «Ленфильм» (СССР).

## Сюжет
В одной из обычных ленинградских школ сложилась странная ситуация: ученики 10-го «Б» класса плохо ладят с родителями и учителями, но очень дружны между собой и со своей молодой классной руководительницей Мариной Максимовной. Они вместе проводят выходные дни, обсуждают насущные современные проблемы и учителей с их консервативными, устаревшими по их мнению взглядами.
Коллеги неодобрительно высказываются о методах классного руководителя, которой выросшие дети, по образному выражению одной из учительниц, вручили «ключ» от сердца класса без права передачи кому-либо другому. Молодая учительница вполне осознаёт свой педагогический дар, видит значительную разницу в интеллекте и духовном развитии между собой и коллегами-неудачниками и на этом основании ведёт себя с ними гордо и вызывающе. Свои дерзкие, откровенные высказывания ребята записали на портативный магнитофон, записали также и отзыв Марины Максимовны о коллегах. Запись попадает в руки матери десятиклассницы Юли. Она приносит магнитофон с кассетой в школу, требуя от администрации школы разбирательства.
Новый директор школы, в прошлом кадровый армейский офицер, который поначалу кажется солдафоном и ретроградом, пытается найти достойный выход из сложной ситуации, а прогрессивные взгляды молодой учительницы оказываются на поверку не столь заслуживающими восхищения.

## В ролях
| - Елена Проклова — Марина Максимовна, классный руководитель 10 «Б» - Алексей Петренко — Кирилл Алексеевич, директор школы - Лидия Федосеева-Шукшина — Эмма Павловна, учительница химии - Любовь Малиновская — Ольга Денисовна, завуч - Зиновий Гердт — Олег Григорьевич, учитель физики - Екатерина Васильева — Клавдия Петровна, мать Юли - Олег Хроменков — Баюшкин, отец Юли - Анвар Асанов — Антон, сын Марины Максимовны - Лилия Гриценко — Лилия Олимпиевна, учительница музыки - Гелий Сысоев — Константин Иванович, учитель физкультуры - Герман Лупекин — учитель - Любовь Тищенко — учительница - Наталья Яшпан | 10 «Б» - Марина Левтова — Юля Баюшкина - Александр Богданов — Саша Майданов - Андрей Лавриков — Андрей Шаров - Елена Цыплакова — Таня Косицкая - Константин Николаев — Алёша Смородин - Елена Аржаник — Алла - Сергей Волков - Александр Гольдштейн - Ирина Обольская - Елена Попова - Алексей Рахов | Поэты - Белла Ахмадулина - Михаил Дудин - Булат Окуджава - Давид Самойлов |

…Милое, глупое лицо в кудрявом парике. <…> Смотрит так обезоруживающе — тупо школьная учительница, что просто невозможно на неё обижаться. Никто, в сущности, и не обижается, потому что таких эмм павловн столько в нашей школе, что начни обижаться, школы закрывать надо. А так, какую-никакую, но формулу хотя бы воды она на доске нарисует. Лучезарно глупая Эмма… Абсолютно невиноватая Эмма… Просто так сложилась жизнь. Попала в школу. <…>
 Тогда эта роль Шукшиной — яркая, выбивающаяся из её амплуа, запомнилась, мелькнув, но «имидж» не затмила. Она казалась скорее забавной случайностью в её судьбе. Русская красавица. Мадонна, можно сказать, шалит… Показывает нам, шутя-играючи, какую способна выкинуть штучку.

## Съёмочная группа
- Автор сценария: Георгий Полонский
- Режиссёр-постановщик: Динара Асанова
- Главные операторы: Юрий Векслер, Дмитрий Долинин
- Главный художник: Владимир Светозаров

Польский плакат фильма

- Композитор: Евгений Крылатов
- Звукооператор: Константин Пашков
- Директор картины: Юрий Губанов

Я очень нервничал. Помню, что мне очень хотелось угодить, соответствовать. Я напридумывал множество различных вариантов песен к этому фильму. Почему я нервничал? Ведь у меня был порядочный опыт подобной работы. Всё пока что получалось как будто бы удачно. Моё положение в литературе и уже некоторая известность и уверенность в собственных силах, казалось бы, должны были избавить меня от излишней вибрации, но я нервничал. Так, нервничая, я спел, приехав в Ленинград, одну песню, вторую, и, наконец, ещё одну, не совсем, правда, удачную, но так, на всякий случай. Динара слушала моё испуганное, напряжённое пение, подперев кулачком подбородок. Кстати, та — третья песня — никакого отношения к сюжету фильма не имела. Динара, по каким-то одной ей ведомым признакам, отобрала именно её. Я думал, будет оркестр, но звучала жалкая гитара: «Давайте восклицать, друг другом восхищаться…»

## Песни в фильме
- Песня «Голубой вагон» (музыка В. Шаинского, слова Э. Успенского).
- Песня «Давайте восклицать» (музыка и слова Б. Окуджавы).

## Фестивали и призы
- 1977 — XI ВКФ в Риге:
  - Приз «За лучшую кинорежиссуру» Динаре Асановой
  - Приз «За лучшее исполнение мужской роли» Алексею Петренко
  - Приз ЦК ЛКСМ
  - Приз детского жюри зрителей творческому коллективу фильма
- 1977 — X МКФ в Москве: Специальный приз жюри конкурса фильмов для детей
- 1977 — Призы Ленинского комсомола режиссёру Динаре Асановой и актрисе Елене Прокловой
- 1978 — VI Международные Кошалинские встречи (Польша): Приз «Янтарь» за лучший сценарий Георгию Полонскому
- 1978 — VIII МКФ лучших фильмов мира «Фест» в Белграде (Югославия): Почётный диплом «Кекец»
- 1978 — VIII МКФ для детей в Джиффони (Италия): Особый диплом

Ретроспективы
- 2006 — Неделя российского кино в Париже: Regards de Russie, Париж (Франция)
- 2008 — Русское кино в кинотеатре «Arlequin», Париж (Франция)
- 2008 — Международный фестиваль кинематографических дебютов «Дух Огня», Ханты-Мансийск (Россия)

## Съёмки
- Для Марины Левтовой это была первая роль в кино. Она была одноклассницей Цыплаковой, которая снималась в фильме Динары Асановой «Не болит голова у дятла». Когда Асанова начала искать ребят для своей новой картины, Цыплакова показала ей фотографию своего девятого класса. Асановой сразу приглянулись двое — мальчик и девочка. Этой девочкой и была Левтова.
- В роли Марины Максимовны Асанова хотела снимать Екатерину Васильеву, но её не утвердил худсовет. Также пробы проходили Евгения Ханаева, Марина Неёлова, Людмила Гурченко
- Когда Кирилл Алексеевич просит Марину Максимовну помочь ему разобраться в книгах по педагогике, она предлагает для начала прочитать Януша Корчака «Как любить детей»
- На прогулке Марина Максимовна читает ученикам хайку Тиё-ни:

Над ручьём весь день
Ловит, ловит стрекоза
Собственную тень
- Эпизод возле дома Пушкина на Мойке в день 139-й годовщины гибели поэта первоначально отсутствовал в сценарии, его добавила Асанова. У памятника Пушкину свои стихи, посвящённые поэту, читают: Булат Окуджава «Александру Сергеевичу хорошо…», Давид Самойлов «Болдинская осень», Михаил Дудин «В кругу земных столпотворений…», Белла Ахмадулина «Дачный роман».

## Оценки фильма
На страницах сборника «Кинематограф молодых» (1979) киновед А. В. Караганов констатировал, что фильм «получил признание зрителей и критики». Кинорежиссёр и педагог И. В. Таланкин отмечал «изысканно выстроенные мизансцены, как, скажем, эпизоды с днём рождения при свечах или звукового „письма к потомкам“».
Кинокритик Т. Мамаладзе в журнале «Искусство кино» написала: «Авторы фильма „Ключ без права передачи“ не выставляют оценки своим героям, они как бы выносят действие за пределы ленты, выводят его в русло жизни». Она также отмечала «безошибочность актёрского выбора».
Высоко оценивалась роль Елены Прокловой. Кинокритик Наталья Зеленко отмечала, что «актрисе, кажется, безразлично, осознанно или стихийно ведёт свой нравственный поиск её героиня — она отстаивает право на счастье этой одарённой, яркой женщины».
Может быть, она слишком нетерпима к своим менее удачливым, менее талантливым коллегам? Возможно. Но право на эту нетерпимость дало актрисе уважение к профессии педагога, твёрдое убеждение в том, что в работе надо быть требовательным до конца, что за дело, которое делаешь, надо нести полную и абсолютную ответственность — особенно тогда, когда речь идёт о душе человеческой».
Зрители могут то оправдывать, то осуждать её, но «психологическая глубина актёрского исследования чрезвычайно сложного, противоречивого характера была признана всеми — и безоговорочно».
Режиссёр фильма призналась, что для неё стало неожиданностью значение, которое обрёл персонаж директора школы Кирилла Алексеевича в исполнении А. Петренко. По её словам, актёр «возвысился над ожидаемым содержанием роли». Кинокритик Е. Громов отмечал «неожиданную» роль учительницы химии Эммы Павловны, которая «неприятна в своём доктринёрстве и узости» и не в состоянии найти общий язык с акселератами из класса Марины Максимовны, что провоцирует конфликт.
Е. Громов выделял «Ключ без права передачи» среди школьных фильмов: «Это не только по настоящему интересный фильм, но в своём роде и определённая модель юношеского кинематографа 70-х годов». Вместе с тем он считал, что фильм «показателен как своими бесспорными достоинствами, так и некоторыми просчётами и слабостями». «Одарённая учительница Марина Максимовна, ориентируясь только на способных ребят, — отмечал Е. Громов, — волей-неволей воспитывает в них высокомерие, которого и сама не лишена». Киновед уточнял, что «критика и зрители невольно задаются вопросами: а куда дели тех, кто не талантлив» и «как вообще удалось милейшей Марине Максимовне превратить обычный ленинградский класс в малое подобие царскосельского лицея?»
В отличие от Натальи Зеленко, Евгений Громов считал неприемлемым максимализм Марины Максимовны с её убеждением, что «в школе имеют право работать лишь талантливые, богом отмеченные люди». Он назвал убедительной работу А. Петренко в роли директора школы, который «встаёт на иную точку зрения». При этом критик сомневался, что «зритель, в особенности молодой, понял и принял педагогическую и нравственную правоту директора школы». Он также отметил, что образы педагогов получились интереснее («есть о чём говорить и спорить»), чем их воспитанников: «Ребята даны в одном ключе, они, в сущности, одинаково хорошие».
Очень критически оценивала фильм Л. Аркус:
Что-то мешает сегодня воспринимать фильм как живой и современный — что-то на первый взгляд неуловимое, что трудно сразу подцепить. И это «что-то» — как ни странно, неправда. Все старшеклассники сплошь уникальны… <…> Красавица, талант и поэт также их учительница Марина Максимовна… Но просвещённая словесница как-то удивительно неприятна в своём ригоризме, а от эпизодов возвышенных камланий старшеклассников с их кумиром остаётся ощущение какой-то неестественности.
Иной оценки придерживались составители сборника «Ноев ковчег русского кино» (2012). Они назвали картину одной из наиболее ярких в жанре «школьного фильма». Рецензент этого фильма О. Жук назвала фильм «историей из жизни моего поколения». Она написала, что представители этого поколения были разными, в том числе и такими романтиками, идеалистами, максималистами, интеллектуалами.